# 李朝列
李朝列（1490年—？），字長卿，號南湖，陝西西安府長安縣人，軍籍，明朝政治人物。

## 生平
正德八年（1513年）癸酉科陝西鄉試第十七名舉人。嘉靖八年（1529年）中式己丑科會試第二百三十九名，登第三甲第一百五十三名進士。

## 家族
曾祖李參；祖父李三；父李通，曾任驛丞。母劉氏。永感下。